# Kirin Cup
De Kirin Cup is een voetbaltoernooi, dat jaarlijks door het biermerk Kirin in Japan wordt georganiseerd. Tot 1988 werd het toernooi gehouden voor clubs, maar sinds 1991 is het toernooi alleen nog maar voor nationale elftallen. Het Japans elftal doet steeds mee aan deze competitie.

## Winnaars
| Toernooi voor clubs en landenteams |                                       |                                       |                                |
| Jaar                               | Winnaar(s)                            | Tweede                                | Uitslag finale                 |
| 1978 Details                       | Borussia Mönchengladbach SE Palmeiras | Borussia Mönchengladbach SE Palmeiras | 1–1                            |
| 1979 Details                       | Tottenham Hotspur                     | Dundee United                         | 2–0                            |
| 1980 Details                       | Middlesbrough                         | Espanyol                              | 1–1 (pen. 4–3)                 |
| 1981 Details                       | Club Brugge                           | Inter Milaan                          | 2–0                            |
| 1982 Details                       | Werder Bremen                         | Japans voetbalelftal                  | Groep                          |
| 1983 Details                       | Newcastle United                      | Botafogo FR                           | Groep                          |
| 1984 Details                       | SC Internacional                      | Iers voetbalelftal                    | 2–1                            |
| 1985 Details                       | Santos FC                             | Uruguayaans voetbalelftal             | 4–2                            |
| 1986 Details                       | Werder Bremen                         | SE Palmeiras                          | 4–1                            |
| 1987 Details                       | Fluminense FC                         | Torino FC                             | 2–0                            |
| 1988 Details                       | CR Flamengo                           | Bayer Leverkusen                      | 1–0                            |
| 1991 Details                       | Japan                                 | Vasco de Gama                         | Groep                          |
| Toernooi voor alleen landenteams   |                                       |                                       |                                |
| Jaar                               | Winnaar                               | Tweede                                | Derde                          |
| 1992 Details                       | Argentinië                            | Wales                                 | Japan                          |
| 1993 Details                       | Hongarije                             | Japan                                 | Verenigde Staten               |
| 1994 Details                       | Frankrijk                             | Australië                             | Japan                          |
| 1995 Details                       | Japan                                 | Schotland                             | Ecuador                        |
| 1996 Details                       | Japan                                 | Mexico                                | Joegoslavië                    |
| 1997 Details                       | Japan                                 | Kroatië                               | Turkije                        |
| 1998 Details                       | Tsjechië                              | Japan                                 | Paraguay                       |
| 1999 Details                       | België Peru                           | België Peru                           | Japan                          |
| 2000 Details                       | Japan Slowakije                       | Japan Slowakije                       | Bolivia                        |
| 2001 Details                       | Japan                                 | Paraguay                              | Joegoslavië                    |
| 2002 Details                       | Geen winnaar                          | Japan / Slowakije / Honduras.         | Japan / Slowakije / Honduras.  |
| 2003 Details                       | Geen winnaar                          | Argentinië / Paraguay / Japan.        | Argentinië / Paraguay / Japan. |
| 2004 Details                       | Japan                                 | Servië en Montenegro                  | Slowakije                      |
| 2005 Details                       | Peru Verenigde Arabische Emiraten     | Peru Verenigde Arabische Emiraten     | Japan                          |
| 2006 Details                       | Schotland                             | Bulgarije                             | Japan                          |
| 2007 Details                       | Japan                                 | Colombia                              | Montenegro                     |
| 2008 Details                       | Japan                                 | Paraguay                              | Ivoorkust                      |
| 2009 Details                       | Japan                                 | België                                | Chili                          |
| 2011 Details                       | Peru Japan Tsjechië                   | Peru Japan Tsjechië                   | Peru Japan Tsjechië            |
| Jaar                               | Winnaar                               | Finale                                | Tweede                         |
| 2016 Details                       | Bosnië en Herzegovina                 | 2–1                                   | Japan                          |
| 2022 Details                       | Tunesië                               | 3–0                                   | Japan                          |

## Statistieken

### Topschutters sinds 2006
| pos. | speler            | nationaliteit | aantal | editie(s) |
| ---- | ----------------- | ------------- | ------ | --------- |
| 1    | Shinji Okazaki    | Japan         | 3      | 2009      |
| 2    | Chris Burke       | Schotland     | 2      | 2006      |
| =    | Kris Boyd         | Schotland     | 2      | 2006      |
| 4    | Kevin Roelandts   | België        | 1      | 2009      |
| =    | Jordan Todorov    | Bulgarije     | 1      | 2006      |
| =    | Svetoslav Todorov | Bulgarije     | 1      | 2006      |
| =    | Hristo Yanev      | Bulgarije     | 1      | 2006      |
| =    | Gary Medel        | Chili         | 1      | 2009      |
| =    | Radamel Falcao    | Colombia      | 1      | 2007      |
| =    | Kandia Traoré     | Ivoorkust     | 1      | 2008      |
| =    | Seiichiro Maki    | Japan         | 1      | 2006      |
| =    | Yuji Nakazawa     | Japan         | 1      | 2007      |
| =    | Naohiro Takahara  | Japan         | 1      | 2007      |
| =    | Keiji Tamada      | Japan         | 1      | 2008      |
| =    | Yuto Nagatomo     | Japan         | 1      | 2009      |
| =    | Kengo Nakamura    | Japan         | 1      | 2009      |
| =    | Kisho Yano        | Japan         | 1      | 2009      |
| =    | Yuki Abe          | Japan         | 1      | 2009      |
| =    | Keisuke Honda     | Japan         | 1      | 2009      |
| =    | Cristian Bogado   | Paraguay      | 1      | 2008      |
| =    | James McFadden    | Schotland     | 1      | 2006      |